# Azucena Mora
Livia Lidia Mora Mendoza (Milagro, 21 de octubre de 1945) más conocida como Azucena Mora, es una actriz de teatro y televisión ecuatoriana, que alcanzó mayor notoriedad con el personaje de Petita Pacheco en la serie de televisión Tal para cual de Ecuavisa.

## Primeros años
Azucena nació el 21 de octubre de 1945 en la ciudad de Milagro, provincia del Guayas, Ecuador. Su nombre real es Livia Lidia Mora Mendoza, sin embargo su madre no recuerda porque razón la llamaba Azucena, pero por costumbre todos sus familiares y luego la gente en general la llamaba y conocía por dicho nombre. En la escuela se perfiló en las horas sociales donde actuaba, cantaba y recitaba. A la edad de 12 años se trasladó a Guayaquil.

## Carrera
Estudió por tres años en la Escuela de Teatro de la Casa de la Cultura.
A la edad de 32 años y con su hija Ananí recién nacida, Azucena forma parte del grupo de teatro El Juglar, junto a sus más conocidos integrantes como Oswaldo Segura, Lucho Aguirre, Marcelo Gálvez, Andrés Garzón, Héctor Garzón, Henry Layana, entre otros.
En los años noventa protagonizó junto a Mimo Cava y Prisca Bustamante la serie cómica Tal para cual de Ecuavisa, donde interpretó el papel de Petita Pacheco, una asistente doméstica.
Para Ecuavisa también fue parte de la telenovela Yo vendo unos ojos negros, la comedia El hombre de la casa, y en 2016 realizó una aparición especial en la telenovela 3 familias, compartiendo roles nuevamente junto a Mimo Cava y Prisca Bustamante. También fue parte del grupo teatral Gestus, junto a Virgilio Valero, con quien realizó la obra Contigo pan y cebolla.
También ha sido servidora pública del Ministerio de Cultura.

## Vida privada
Se casó y se divorció luego de 15 años de matrimonio, tiene una hija llamada Ananí y tres nietos llamados Ayrton, Antony y Diana.